# Lipsko

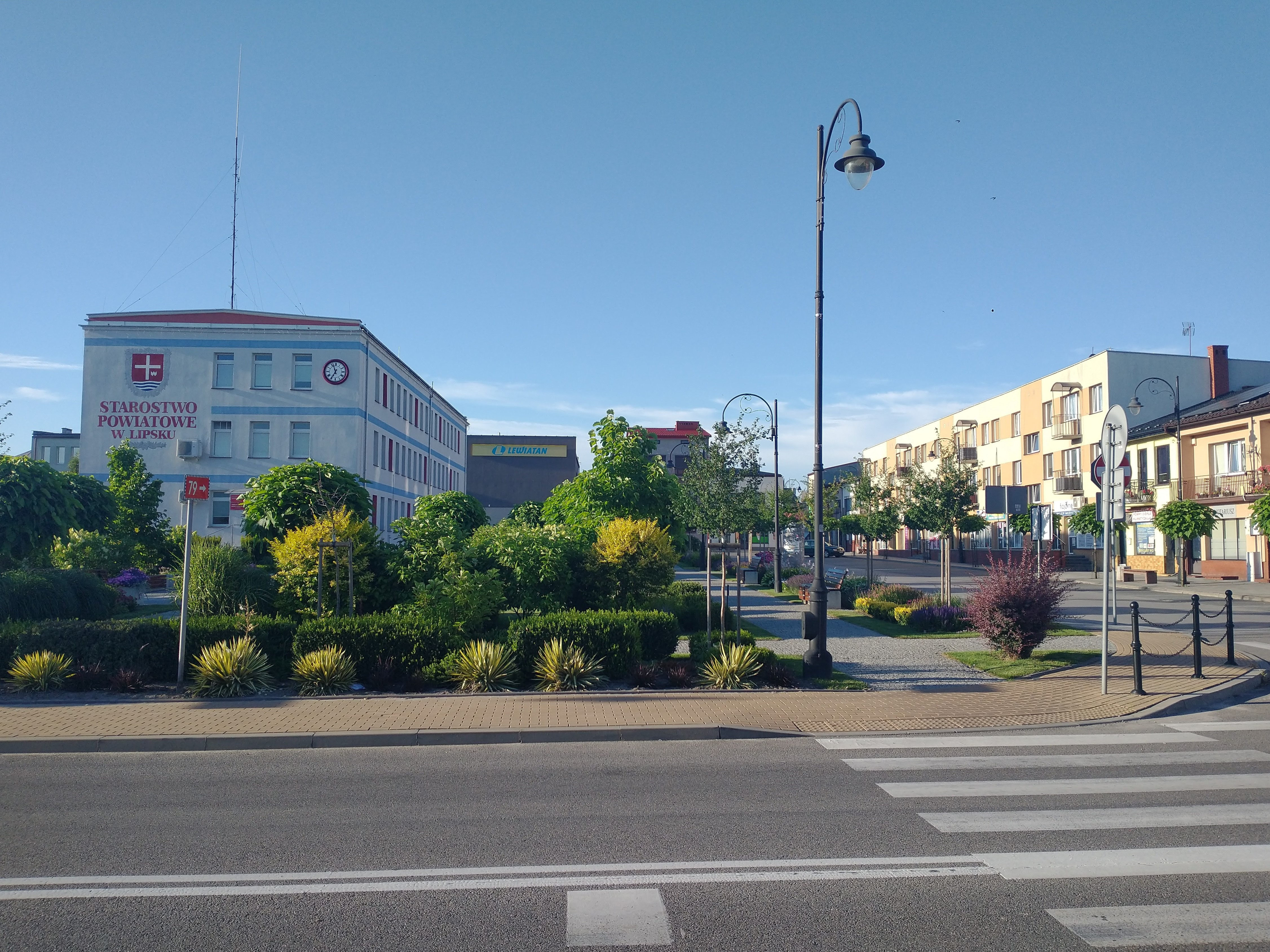
Rynek w Lipsku z budynkiem Starostwa Powiatowego

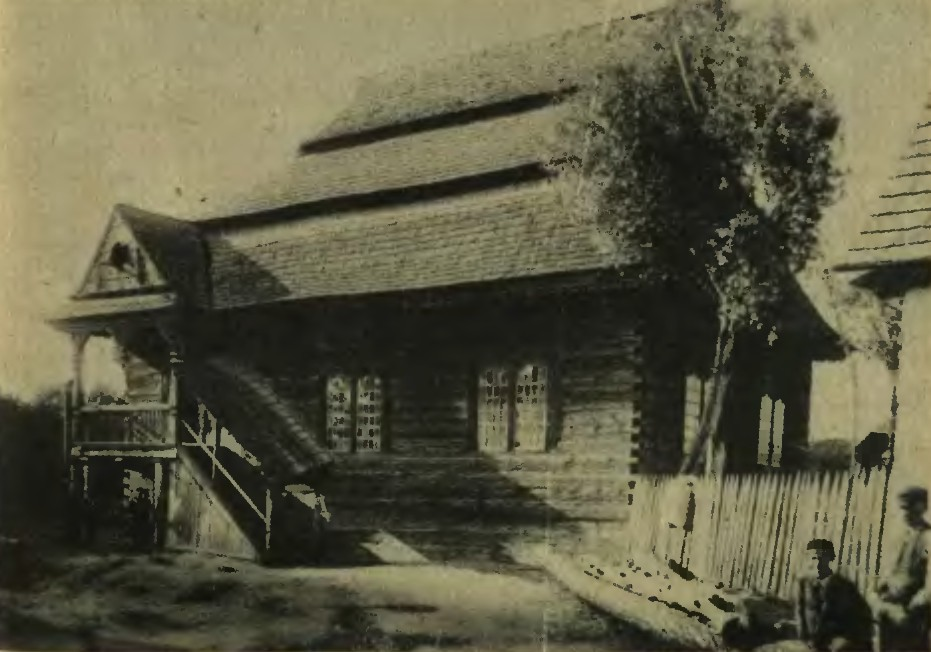
Synagoga w Lipsku, zniszczona przez Niemców 8 września 1939

Lipsko – miasto w Polsce w woj. mazowieckim, w powiecie lipskim. Położone nad rzeką Krępianką, na Wzniesieniach Południowomazowieckich, historycznie i kulturowo leży w Małopolsce, w ziemi radomskiej.
Miejscowość jest siedzibą powiatu, miejsko-wiejskiej gminy Lipsko i rzymskokatolickiej parafii Świętej Trójcy.
Według danych z 31 grudnia 2012, miasto miało 5895 mieszkańców, w tym 2853 mężczyzn i 3042 kobiety.
Herbem Lipska jest herb szlachecki Dębno, którym pieczętowali się jego dawni właściciele.

## Położenie
Miasto leży w południowej części województwa mazowieckiego, w południowej części Równiny Radomskiej. Nie jest jednak częścią kulturowego i historycznego Mazowsza.
Miasto jest położone na dwóch wzgórzach rozdzielonych Krępianką.
Historycznie należy do Małopolski. Prywatne miasto szlacheckie, lokowane w 1589 roku, zdegradowane w 1869 roku, ponowne nadanie praw miejskich w 1958 roku, położone było w drugiej połowie XVI wieku w powiecie radomskim województwa sandomierskiego. W latach 1975–1998 miasto administracyjnie należało do woj. radomskiego, zaś przed 1975 do woj. kieleckiego.

## Historia – kalendarium
- kwiecień 1589 – pierwsze wzmianki jako o własności rodziny Krępskich, a potem Wolskich i Gostomskich, potem własność kasztelana radomskiego Mikołaja Oleśnickiego.
- 1613[potrzebny przypis] – nadano prawa miejskie i nastąpił rozwój w związku z położeniem na "szlaku wołowym" z Rusi do Wielkopolski i na Śląsk.
- 1614 – potwierdzenie przywilejów miejskich przez polskiego króla Zygmunta III Wazę, powstał kościół św. Trójcy z fundacji Mikołaja Oleśnickiego.
- XVIII w. – Lipsko od Oleśnickich zakupili Denhoffowie, potem Sanguszkowie i Kochanowscy.
- 1775 – prawa organizowania targów w soboty i dziesięciu jarmarków rocznie nadane przez króla Stanisława Augusta Poniatowskiego.
- 1815 – zgodnie z postanowieniami kongresu wiedeńskiego Lipsko znalazło się na terenie Kongresówki będącej częścią Imperium Rosyjskiego (zaboru rosyjskiego), a wojska rosyjskie stacjonowały w mieście już od 1813 r., od 1844 r. znajdowało się na obszarze guberni radomskiej[8][9].
- 1860 – z pracy na roli żyło 96 mieszkańców, 34 z rzemiosła, nastąpił powolny upadek miasta.
- 1868 – utrata praw miejskich za udział mieszkańców w powstaniu styczniowym przeciwko rosyjskiemu zaborcy. W 1880 r. Juliusz Chodorowicz pisał o Lipsku: dawniej miasteczko, dziś osada, zamieszkała przez plemię izraelskie przeważnie.[10]
- 1918 – po odzyskaniu niepodległości przez Polskę Lipsko znalazło się na terenie województwa kieleckiego, ale miejscowość nie doczekała się odzyskania praw miejskich za czasów II RP, dokonano tego dopiero w PRL-u.
- 8 września 1939 – w synagodze hitlerowcy spalili 60 miejscowych Żydów.
- 9 września 1939 – po bitwie 74. Górnośląskiego Pułku Piechoty i żołnierzy innych rozbitych zgrupowań Wojska Polskiego z 29. zmotoryzowaną Dywizją Piechoty Wehrmachtu stoczonej w lesie pod miejscowością Dąbrowa, Niemcy wyłapali i zamordowali żołnierzy, którzy przeżyli. W lesie Dąbrowa-Struga Niemcy natrafili na grupę kilkunastu polskich żołnierzy. Prowadząc ich w kierunku Lipska, w pobliżu wsi Cukrówka (obecnie ulica Lipska), zapewne na skutek próby ucieczki schwytanych polskich żołnierzy, otworzyli do nich ogień, mordując 14 jeńców.
- 10 września 1939 – na szosie Lipsko-Ożarów szwadron tankietek TKS z Warszawskiej Brygady Pancerno-Motorowej pod dowództwem kapitana Karola Czechowskiego stoczył walkę z oddziałami Wehrmachtu. W trakcie potyczki zostały zniszczone dwie tankietki, a kapitan Czechowski poniósł śmierć.
- 17 października 1942 – Niemcy zlikwidowali getto w Lipsku i wywieźli do obozu przejściowego w Tarłowie zgromadzoną w miejscowości społeczność żydowską, liczącą około 3000 osób. Po krótkim pobycie w Tarłowie Żydzi z gett z terenu dzisiejszego powiatu lipskiego zostali wywiezieni do obozu zagłady w Treblince.[11]
- 3 lipca 1946 – oddziały Zrzeszenia Wolność i Niezawisłość dowodzone przez Tadeusza Bednarskiego "Orła", Tadeusza Życkiego "Belinę" i Konstantego Koniuszę "Zaporę", podzielone na trzy 15-osobowe grupy, zajęły Lipsko i zaatakowały posterunek Milicji Obywatelskiej. W walce poległo 3 milicjantów, a dwóch zostało rannych. Po zdobyciu posterunku przejęto broń, zostały zniszczone dokumenty i urządzenia. Członkowie podziemia niepodległościowego ruszyli następnie w kierunku pobliskiego Ciepielowa, również atakując miejscowy posterunek MO. Ponieśli tam pierwsze straty, a w międzyczasie pod miejscowość podeszły zaalarmowane grupy operacyjne PUBP i KPMO z Radomia i Starachowic. W wyniku obławy zginęło 13-15 WiN-owców (1/3 stanu osobowego oddziałów WiN). Straty po stronie sił bezpieczeństwa są nieznane, zapewne wyniosły kilku zabitych i rannych.
- 1 stycznia 1956 – utworzenie powiatu lipskiego.
- 1957 – powstała Okręgowa Spółdzielnia Mleczarska w Lipsku.
- 1 stycznia 1958 – odzyskanie praw miejskich.
- 1963 – powstała Przetwórnia Owocowo-Warzywna Hortex w Lipsku.
- 1975 – powstał Zakład Mleczarski w Lipsku i Zakład Produkcji Części Samochodowych FSC w Starachowicach.
- 1 stycznia 1999 – Lipsko zostało ponownie stolicą powiatu.

## Demografia
Dane GUS dotyczące faktycznego miejsca zamieszkania.

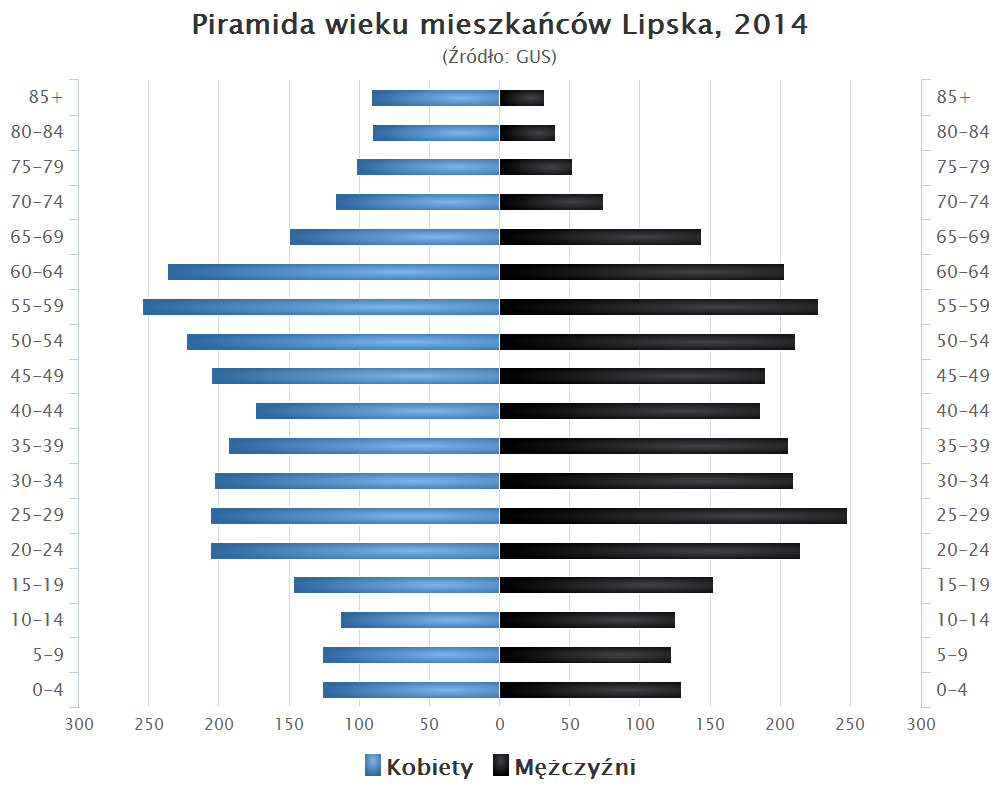
Piramida wieku mieszkańców Lipska w 2014 roku

## Zabytki
Do rejestru zabytków nieruchomych województwa mazowieckiego wpisane są (stan na 31-01-2025):
- kościół parafialny pw. Świętej Trójcy (nr rej.: 325/A/67 z 15.06.1967 i 81/A/81 z 12.03.1981)
- żydowski dom modlitwy, ul. Iłżecka 6, lata 20. XXw. (nr rej.: A-1676 z 24.11.2021)

## Religia
- Kościół rzymskokatolicki:
  - parafia Świętej Trójcy (z kościołem św. Trójcy)[14]
- Chrześcijańska Wspólnota Ewangeliczna:
  - placówka misyjna w Lipsku[15]
- Świadkowie Jehowy:
  - zbór Lipsko, Sala Królestwa[16].

## Sport i rekreacja
W mieście funkcjonuje klub sportowy Powiślanka Lipsko.